# Nordhouse
Nordhouse é uma comuna francesa na região administrativa de Grande Leste, no departamento Baixo Reno. Estende-se por uma área de 11,02 km². Em 2010 a comuna tinha 1 767 habitantes (densidade: 160,3 hab./km²).